# Chiêu Yên
Chiêu Yên là một xã thuộc huyện Yên Sơn, tỉnh Tuyên Quang, Việt Nam.
Xã Chiêu Yên có diện tích 28,56 km², dân số năm 1999 là 3615 người, mật độ dân số đạt 127 người/km².